# Боб Кейсі-молодший
Роберт Патрік «Боб» Кейсі-молодший (англ. Robert Patrick «Bob» Casey, Jr.; нар. 13 квітня 1960, Скрентон, Пенсільванія) — американський політик-демократ, представляє штат Пенсільванія у Сенаті США з 2007 року (з 2011 по 2013 очолював Об'єднаний економічний комітет Конгресу).

## Біографія
Один з восьми дітей у католицькій родині вихідців з Ірландії. Він є сином Роберта П. Кейсі, 42-го губернатора Пенсільванії.
У 1982 році він закінчив College of the Holy Cross, а у 1988 здобув ступінь доктора права у Католицькому університеті Америки. Одночасно Кейсі як член єзуїтського добровольчого об'єднання провів рік у Філадельфії. Одружився у 1985 і має чотирьох доньок.
З 1991 по 1996 він працював юристом у Скрентоні. Був обраний генеральним аудитором Пенсільванії у 1996 році. У 2002 Кейсі зазнав поразки на губернаторських праймеріз Демократичної партії від Еда Ренделла. З 2005 по 2007 — скарбник Пенсільванії.

## Позиція щодо Північного потоку-2
У січні 2022 проголосував проти проєкту санкцій для газогону «Північний потік-2» як засобу запобігання російському вторгненню в Україну.